# Wies (Austria)
Wies – gmina targowa w Austrii, w kraju związkowym Styria, w powiecie Deutschlandsberg. Liczy 4461 mieszkańców (1 stycznia 2015).